# Îles de Nouvelle-Sibérie
Les îles de Nouvelle-Sibérie ou Nouvelle-Sibérie (en russe : Новосибирские острова, Novossibirskie ostrova) sont un archipel russe des mers de Sibérie orientale et des Laptev, au nord des côtes de l'Extrême-Orient russe. Elles font partie de la république de Sakha.

## Géographie
L'archipel comprend trois sous-ensembles :
- Les îles Anjou (en russe : Анжу острова) correspondent à la partie nord de l'archipel de Nouvelle-Sibérie et sont situées en mer de Sibérie orientale, à l'exception de l'île Belkov. Elles couvrent une superficie de 29 898 km2 et comprennent les îles suivantes : 
  - l'île Kotelny (о́стров Коте́льный), 11 665 km2 ;
  - la péninsule Faddeïev (о́стров Фадде́евский), 5 300 km2 ;
  - ces deux îles sont reliées par la Terre de Bunge (земля́ Бу́нге), une langue de sable de 6 200 km2, qui s'est formée au cours des derniers siècles et est parfois submergée ;
  - l'île de Nouvelle-Sibérie (Но́вая Сиби́рь, Novaïa Sibir), 6 200 km2, à l'est ;
  - l'île Belkov (Бельковский о́стров), 533 km2, à l'ouest et la seule île de cet archipel à se trouver en mer des Laptev.

- Les îles Liakhov se trouvent près du continent et constituent la partie méridionale de l'archipel. Elles sont séparées des îles Anjou par le détroit de Sannikov  (6 095 km2) :
  - la Grande Liakhov (Большо́й Ля́ховский), 4 600 km2 ;
  - la Petite Liakhov (Ма́лый Ля́ховский), 1 325 km2 ; ces îles sont  géographiquement situées en mer de Sibérie orientale ; elles comprennent plus à l'ouest :
  - l'île Stolbovoï (Столбово́й о́стров), (170 km2);
  - l'île Semionovski (о́стров Семёновский), une ancienne île submergée. Elles se situent toutes deux en mer des Laptev.

Ces îles sont séparées du continent par le détroit Dimitri Laptev.
- Les îles De Long (228 km2) sont de petites îles se trouvant au nord-est des îles Anjou, en mer de Sibérie orientale :
  - l'île Jeannette (о́стров Жанне́тты) ;
  - l'île Henriette (о́стров Генрие́тты) ;
  - l'île Bennett (о́стров Бе́ннетта) ;
  - l'île Vilkitski (о́стров Вильки́цкого) ;
  - l'île Jokhov (о́стров Жо́хова) ;
  - l'île de Iaïa découverte en décembre 2013.

### Relief
La plus grande partie de l'archipel a une faible altitude. Il est composé d'agrégats de sédiments et la partie occidentale est constituée de calcaires et d'ardoise. Le point le plus élevé se trouve à 374 m d'altitude (le mont Malakatyne-Tas sur l'île Kotelny).

### Climat
Les îles sont soumises à un climat arctique sévère. La neige les recouvre neuf mois sur douze.
- température moyenne en janvier : −28 °C à −31 °C ;
- température moyenne en juillet : sur les côtes, les eaux gelées de l'océan Arctique maintiennent les températures relativement basses avec des moyennes maximales entre +8 °C et +11 °C et des moyennes minimales entre −3 °C et +1 °C. À l'intérieur des îles, la moyenne maximale varie entre +16 °C et +19 °C et la moyenne minimale entre +3 °C et +6 °C.

Les précipitations sont supérieures à 132 mm par an.
Le pergélisol est très courant. Les îles sont couvertes d'une végétation de toundra arctique et comprennent de nombreux lacs.

## Histoire
Les premières informations sur l'existence des îles de Nouvelle-Sibérie furent rapportées par le cosaque Iakov Permiakov (en) au début du XVIIIe siècle. En 1712, une unité cosaque menée par Merkouri Vaguine atteint la grande île Liakhov. Au début du XIXe siècle, les îles furent explorées, entre autres, par Iakov Sannikov et Matthias von Hedenström (1809-1810).
Les îles Anjou sont ainsi nommées en l'honneur de l'explorateur Piotr Fiodorovitch Anjou, qui les décrit lors d'un voyage en 1820.

## Environnement
L'archipel constitue une écorégion terrestre dans la classification du Fonds mondial pour la nature sous le nom de « désert arctique des îles de Nouvelle-Sibérie ». Il appartient au biome de la toundra de l'écozone paléarctique.